# Danh sách đơn vị hành chính Nội Mông Cổ
Khu tự trị Nội Mông Cổ, Trung Quốc được chia ra thành các đơn vị hành chính sau:
- 12 đơn vị cấp địa khu
  - 9 địa cấp thị
  - 3 minh
- 101 đơn vị cấp huyện
  - 21 khu/quận
  - 11 huyện cấp thị
  - 17 huyện
  - 49 kỳ
  - 3 kỳ tự trị
- 1425 đơn vị cấp hương
  - 532 trấn/thị trấn
  - 407 hương/xã
  - 277 tô mộc
  - 18 hương dân tộc
  - 1 tô mộc dân tộc
  - 190 nhai đạo

Tất cả các đơn vị hành chính này được giải thích chi tiết trong bài phân cấp hành chính Trung Quốc. Danh sách sau chỉ liệt kê các đơn vị hành chính cấp địa khu và cấp huyện của Nội Mông Cổ.
| Thành phố (địa cấp thị)                           | Quận | Kỳ, huyện, thành phố cấp huyện (huyện cấp thị) |
| ------------------------------------------------- | --- | --- |
| • Hohhot (Hô Hòa Hạo Đặc, 呼和浩特市)             | Hồi Dân (回民区) Ngọc Tuyền (玉泉区) Tân Thành (新城区) Tái Hãn (赛罕区)                                                                              | Togtoh (Thác Khắc Thác, 托克托县) Thanh Thủy Hà (清水河县) Vũ Xuyên (武川县) Horinger (Hòa Lâm Cách Nhĩ, 和林格尔县) tả kỳ Tumed (Thổ Mặc Đặc tả kỳ, 土默特左旗) |
| • Bao Đầu (包头市)                                | Côn Đô Luân (昆都仑区) Thanh Sơn (青山区) Đông Hà (东河区) Cửu Nguyên (九原区) Thạch Quải (石拐区) Bayan Obo (Bạch Vân Ngạc Bác khoáng, 白云鄂博矿区) | Cố Dương (固阳县) hữu kỳ Tumed (Thổ Mặc Đặc Hữu, 土默特右旗) kỳ liên hiệp Darhan Muminggan (Đạt Nhĩ Hãn Mậu Minh An, 达尔罕茂明安联合旗) |
| • Ô Hải (乌海市)                                  | Hải Bột Loan (海勃湾区) Ô Đạt (乌达区) Hải Nam (海南区)                                                                                               | không có |
| • Xích Phong (赤峰市)                             | Hồng Sơn (红山区) Nguyên Bảo Sơn (元宝山区) Tùng Sơn (松山区)                                                                                         | Ninh Thành (宁城县) Lâm Tây (林西县) kỳ Harqin (Khách Lạc Thấm, 喀喇沁旗) tả kỳ Baarin (Ba Lâm Tả, 巴林左旗) kỳ Ngao Hán (敖汉旗) kỳ Ar Horqin (A Lỗ Khoa Nhĩ Thấm, 阿鲁科尔沁旗) kỳ Ongniud (Ông Ngưu Đặc, 翁牛特旗) kỳ Hexigten (Khắc Thập Khắc Đằng, 克什克腾旗) hữu kỳ Baarin (Ba Lâm Hữu, 巴林右旗) |
| • Thông Liêu (通辽市)                             | khu Horqin (Khoa Nhĩ Thấm, 科尔沁区) | thành phố cấp huyện Huolin Gol (Hoắc Lâm Quách Lặc, 霍林郭勒市) Khai Lỗ (开鲁县) tả dực trung kỳ Horqin (Khoa Nhĩ Thấm Tả Dực Trung, 科尔沁左翼中旗) tả dực hậu kỳ Horqin (Khoa Nhĩ Thấm Tả Dực Hậu, 科尔沁左翼后旗) kỳ Hure (Khố Luân, 库伦旗) kỳ Naiman (Nại Mạn, 奈曼旗) kỳ Jarud (Trát Lỗ Đặc, 扎鲁特旗) |
| • Ordos (Ngạc Nhĩ Đa Tư, 鄂尔多斯市)              | Đông Thắng (东胜区) | kỳ Jungar (Chuẩn Cách Nhĩ, 准格尔旗) kỳ Ô Thẩm (乌审旗) kỳ Ejin Horo (Y Lim Hoắc Lạc, 伊金霍洛旗) kỳ Otog (Ngạc Thác Khắc, 鄂托克旗) tiền kỳ Otog (Nhạc Thác Khắc Tiền, 鄂托克前旗) kỳ Hanggin (Hàng Cẩm, 杭锦旗) kỳ Dalad (Đạt Lạp Đặc, 达拉特旗) |
| • Hulunbuir (Hô Luân Bối Nhĩ, 呼伦贝尔市)         | Hailar (Hải Lạp Nhĩ, 海拉尔区) | thành phố cấp huyện Mãn Châu Lý (满洲里市) thành phố cấp huyện Nha Khắc Thạch (牙克石市) thành phố cấp huyện Trát Lan Đồn (扎兰屯市) thành phố cấp huyện Căn Hà (根河市) thành phố cấp huyện Ergun (Ngạch Nhĩ Cổ Nạp, 额尔古纳市) kỳ Trần Barga (Trần Ba Nhĩ Hổ, 陈巴尔虎旗) kỳ Aryn (A Vinh, 阿荣旗) tả kỳ Tân Barga (Tân Ba Nhĩ Hổ Tả, 新巴尔虎左旗) hữu kỳ Tân Barga (Tân Ba Nhĩ Hổ Hữu, 新巴尔虎右旗) Kỳ tự trị Oroqen (Ngạc Xuân Luân, 鄂伦春自治旗) kỳ tự trị dân tộc Đạt-oát-nhĩ Morin Dawa (Mạc Lực Đạt Ngõa, 莫力达瓦达斡尔族自治旗) Kỳ tự trị Evenk (Ngạc Ôn Khắc, 鄂温克族自治旗) |
| • Bayan Nur (Ba Ngạn Náo Nhĩ, 巴彦淖尔市)         | Lâm Hà (临河区) | Ngũ Nguyên (五原县) Đặng Khẩu (磴口县) hậu kỳ Hanggin (Hàng Cẩm Hậu, 杭锦后旗) trung kỳ Urad (Ô Lạp Đặc Trung, 乌拉特中旗) tiền kỳ Urad (Ô Lạp Đặc Tiền, 乌拉特前旗) hậu kỳ Urad (Ô Lạp Đặc Hậu, 乌拉特后旗) |
| • Ulaan Chab (Ô Lan Sát Bố, 乌兰察布市)           | Tập Ninh (集宁区) | thành phố cấp huyện Phong Trấn (丰镇市) Hưng Hòa (兴和县) Trác Tư (卓资县) Thương Đô (商都县) Lương Thành (凉城县) Hóa Đức (化德县) kỳ Tứ Tử Vương (四子王旗) hữu dực tiền kỳ Chahar (Sát Cáp Nhĩ Hữu Dực Tiền, 察哈尔右翼前旗) hữu dực trung kỳ Chahar (Sát Cáp Nhĩ Hữu Dực Trung, 察哈尔右翼中旗) hữu dực hậu kỳ Chahar (Sát Cáp Nhĩ Hữu Dực Hậu, 察哈尔右翼后旗) |
| • Minh Xilin Gol (Tích Lâm Quách Lặc, 锡林郭勒盟) | • Minh Xilin Gol (Tích Lâm Quách Lặc, 锡林郭勒盟) | thành phố cấp huyện Xilinhot (Tích Lâm Hạo Đặc, 锡林浩特市) thành phố cấp huyện Erenhot (Nhị Liên Hạo Đặc, 二连浩特市) Đa Luân (多伦县) kỳ Abag (阿巴嘎旗) kỳ Tây Ujimqin (Tây Ô Châu Mục Thấm, 西乌珠穆沁旗) kỳ Đông Ujimqin (Đông Ô Châu Mục Thấm, 东乌珠穆沁旗) tả kỳ Sonid (Tô Ni Đặc Tả, 苏尼特左旗) hữu kỳ Sonid (Tô Ni Đặc Hữu, 苏尼特右旗) kỳ Taibus (Thái phó Tự, 太仆寺旗) kỳ Chính Tương Bạch (正镶白旗) kỳ Chính Lam (正蓝旗) kỳ Tương Hoàng (镶黄旗) |
| • Minh Hưng An (兴安盟)                           | • Minh Hưng An (兴安盟) | thành phố cấp huyện Ulan Hot (Ô Lan Hạo Đặc, 乌兰浩特市) thành phố cấp huyện Arxan (A Nhĩ Sơn, 阿尔山市) Đột Tuyền (突泉县) kỳ Jalaid (Trát Lãi Đặc, 扎赉特旗) hữu dực tiền kỳ Horqin (Khoa Nhĩ Thấm Hữu Dực Tiền, 科尔沁右翼前旗) hữu dực trung kỳ Horqin (Khoa Nhĩ Thấm Hữu Dực Trung, 尔沁右翼中旗) |
| • Minh Alxa (A Lạp Thiện, 阿拉善盟)               | • Minh Alxa (A Lạp Thiện, 阿拉善盟) | tả kỳ Alxa (A Lạp Thiện Tả, 阿拉善左旗) hữu kỳ Alxa (A Lạp Thiện Hữu, 阿拉善右旗) kỳ Ejin (Ngạch Tể Nạp, 额济纳旗) |